# クリストフ・エッシェンバッハ
クリストフ・エッシェンバッハ（Christoph Eschenbach, 1940年2月20日 - ）は、ドイツのピアニスト、指揮者。

## 人物・来歴

### 生い立ち
ドイツ・シレジア地方の都市ブレスラウ（現ポーランド・ヴロツワフ）に生まれる。母マルガレーテ（旧姓ヤロス）は、出産と引き換えに亡くなった。ブレスラウ大学（現ヴロツワフ大学）の音楽学者だった父ヘルベルト・リングマンは、第二次世界大戦中にナチスの懲罰部隊に入れられ戦闘で命を落とした。孤児となったクリストフは、1946年、母の従姉妹であるヴァリドール・エッシェンバッハ（旧姓ヤロス）に引き取られる。
本人は次のように述べている。「悲惨な過去の生活のせいで口をきくこともできなくなっていたのである。ヴァリドール・エッシェンバッハはピアニストにして歌手、そして音楽教師で、夜遅くまでベートーヴェンやシューベルト、ショパン、ラフマニノフやバッハを弾いていた。私がまた口をきくことができるようになったのは、自分でも音楽を演奏したいか、と尋ねられて『はい』という言葉を発したときだった。」
以来、養母ヴァリドールにより音楽教育を受け、ピアノを学んだ。1950年、ハンブルクに移り、スタンウェイ・コンクールで第1位。オイゲン・ヨッフムの推薦によりエリツァ・ハンゼンに師事した。11歳のとき、キールに公演に来たベルリン・フィルハーモニー管弦楽団を指揮するフルトヴェングラーの演奏に感動し、「その日から」指揮者を志す。指揮者になるためには他の楽器も、とヴァリドールはヴァイオリンを買い与え、ピアニストとしてのかたわら、その後15年間ヴァイオリンも習い続けた。1955年、ケルン音楽大学に入学し、ハンス＝オットー・シュミット＝ノイハウスにピアノを学ぶ。1959年、ハンブルクに戻り再びエリツァ・ハンゼンに師事、ヴィルヘルム・ブリュックナー＝リュッゲベルクのもとで指揮を学び始めた。2015年エルンスト・フォン・ジーメンス音楽賞受賞。

### 音楽キャリア
音楽的キャリアにおいては当初、優れたピアニストとして国際的に名声を馳せた。日本においても、音大ピアノ科生のアイドル的存在であった。モーツァルトのソナタや、ヘルベルト・フォン・カラヤン、ベルリン・フィルとのベートーヴェンの協奏曲の録音などがある。また教則本バイエルを初めとするツェルニー、ソナチネアルバム、ソナタアルバムなどの卓抜な演奏録音でも知られる。
ジョージ・セル、カラヤンなどの薫陶を受け、1970年代より指揮者に転進した。客演キャリアの後、北ドイツ放送交響楽団音楽監督として手腕を発揮した。一時期、アメリカでフィラデルフィア管弦楽団、フランスでパリ管弦楽団という欧米トップランクの両オーケストラの音楽監督を兼任した（北ドイツ放送響の最終シーズンは3団体兼任）。また、シュレースヴィヒ＝ホルシュタイン音楽祭、ラヴィニア音楽祭、パシフィック・ミュージック・フェスティバルなどの音楽祭の芸術監督も務めたほか、2007年メトロポリタン歌劇場来日公演でジェームズ・レヴァインの代役としてオペラを振るなど、幅広く活動している。2010年のシーズンよりワシントンD.C.のナショナル交響楽団及びジョン・F・ケネディ・センターの音楽監督を務めた。2019年からベルリン・コンツェルトハウス管弦楽団首席指揮者を務めたのち、2024年よりNFMヴロツワフ・フィルハーモニー管弦楽団の芸術監督に就任。
ドイツ系指揮者としては、クルト・マズア、クリストフ・フォン・ドホナーニ、ニコラウス・アーノンクールらのベテラン世代と、これから約20年下がったフランツ・ウェルザー＝メスト、クリスティアン・ティーレマン、準・メルクルらの若手世代の中間、ドイツ人払底が問題視された世代に属するが、孤軍奮闘的に大きなポストを次々に獲得した。